# Lagenárie obecná

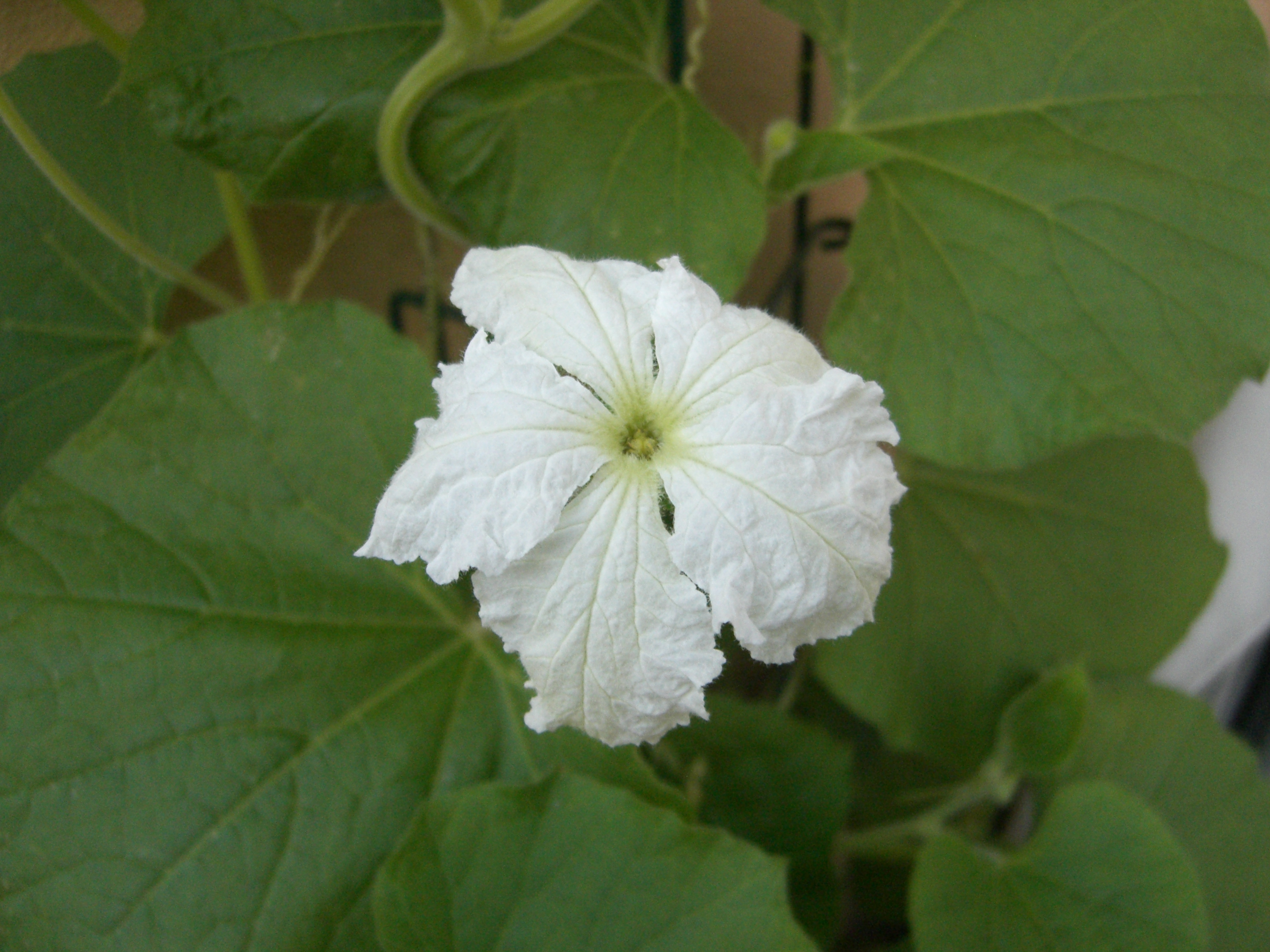
Květ lagenárie

Lagenárie obecná (Lagenaria siceraria) je považována ze jednu z prvých domestikovaných rostlin, kterou lidé začali přibližně před 10 tisíci roky využívat nejen pro obživu, ale též pro uspokojování široké škály dalších potřeb. Tato teplomilná, statná, popínavá rostlina s dlouhými lodyhami se vyznačuje plody různých tvarů a barev o váze obvykle jeden až několika kilogramů, které mají jedlou dužinu a pevnou slupku. Z vysušených plodů se mj. zhotovují nádoby kalabasy a další předměty jak denní potřeby, tak i okrasné.

## Rozšíření
V současnosti roste v subtropické a tropické přírodě Afriky, Asie, Ameriky i Oceánie a dlouho nebylo jasné, odkud vlastně pochází. Navíc existují dva geneticky a morfologicky odlišné poddruhy:
- Lagenaria siceraria (Molina) Standl. subsp. siceraria – roste v Africe a Americe
- Lagenaria siceraria (Molina) Standl. subsp. asiatica (Kobiakova) Heiser – vyskytuje se v Asii a Tichomoří a má proti nominátnímu poddruhu listy se špičatými trojúhelníkovitými laloky a pilovitým okrajem, větší samčí květy i semena.

V roce 2004 byla v Zimbabwe nalezena volně rostoucí rostlina, která je považována za počáteční pro vývoj obou poddruhů. Za původní areál lagenárie obecné je nyní považováno nepouštní území Afriky, zhruba jižně od Sahary. Odtud se s postupujícími lidmi nejprve dostala do Asie a při jejich pokračování přes tehdy bezvodý Beringův průliv i dále do Ameriky.

## Ekologie
Pro pěstování je vhodná dostatečně výživná písčitá nebo hlinitá půda s neutrální pH. Pro vývoj plodů je nutná dostatečná teplota, pravidelné srážky a hodně slunečního svitu, za optimálních podmínek může lodyha za den povyrůst o 50 cm. V tropických oblastech roste planě od mořského pobřeží až do nadmořské výšky 2500 m, obvykle se šíří podél řek a okolo jezer, plody dokážou plout bez újmy po sladké i slané vodě i několik týdnů. Optimální teplota pro klíčení i růst je od 20 do 25 °C, při poklesu pod +10 °C neroste a květy, stejně jako při nadměrném suchu, opadávají; mráz rostlinu zabíjí.
Rod lagenárie je tvořen asi šesti druhy, z nich pouze lagenárie obecná má plody velké a hlavně poživatelné.

## Popis
Popínavá rostlina s drsně chlupatou lodyhou dlouhou 5 až 10 m, která vyrůstá z mělkého, ale široce větveného kořene. Plstnaté střídavě vyrůstající listy na hustě chlupatých řapících, dlouhých až 30 cm, bývají srdčité, ledvinovité i laločnaté s pěti až devíti laloky a velké 10 až 40 cm. Při poranění lodyhy nebo listu dochází k odpudivému zápachu. Z lodyhy vyrůstají z boku úžlabí listů dva příchytné úponky, které se dále větví.
Tyto byliny s jednopohlavnými květy jsou jednodomé, jedinec má samčí a samičí květy vyrůstající jednotlivě na stopkách z úžlabí listů. Každý květ, velký 10 až 15 cm, má pětičetný nálevkovitý kalich s lístky 0,5 až 1 cm dlouhými a pětičetnou korunu s trubkou a hvězdicovitě rozloženými volnými bílými či nažloutlými lístky. Samčí květy na stopkách dlouhých 10 až 30 cm mají tři volné tyčinky s prašníky v korunní trubce. Samičí květy na stopkách 2 až 10 cm dlouhých mají spodní, chlupatý semeník s mnoha vajíčky a čnělku s laločnou bliznou. Květy se otevírají ve večerních hodinách a zavírají již za 8 až 20 hodin. Samčí květy bývají otevřeny po delší dobu a připadá jich asi deset na jeden samičí. Opylovány jsou ve dne včelami a čmeláky, v noci motýliy (lišaji a soumračníky). V Americe přilétají i kolibříci, ale pouze na samičí květy, protože samčí nemají nektar.
Samčí květy se objevují ve stáří 8 až 18 týdnů, samičí o dva až čtyři týdny později. Samčí vyrůstají na hlavní lodyze, samičí obvykle na krátkých odbočkách; větší šanci na vytvoření kvalitních plodů mají samičí květy situované blíže k počátku než ke konci lodyhy.
Plody jsou bobule velmi variabilní ve velikosti i tvaru, bývají kulovité, džbánovité, podlouhlé a mohou být až 1 m dlouhá. Při dozrávání je plod na povrchu bělavě žlutý či zelenkavý, někdy bíle kropenatý, po vysušení hnědý. Oplodí má pevný exokarp a bílý dužnatý endokarp obalující větší počet podlouhlých, plochých semen až 2 cm velkých. Hmotnost tisíce semen je 150 gramů, není žádná korelace mezi tvarem či velikosti semene a tvarem plodu.
Lagenárie obecná se množí výhradně semeny, která velmi rychle vzcházejí. Již do týdne se vytvoří rostlinky a za dva až tři týdny se objevují pnoucí lodyhy. Obvykle se pěstují na plantážích na umělých konstrukcích.

## Využití
Pěstuje se po dlouhou dobu v teplých oblastech téměř po celém světě a proto není zvláštnosti, že existuje nesčetné množství kultivarů, z nich některé jsou vyloženě místní nebo se slouží jen ke specifickým účelům. Plody tvaru hruškovitého, lahvovitého, baňkovitého, kyjovitého či jiného jsou vyplněné bílou dužinou a mohou se podle odrůdy přibližně do dvou týdnů po sklizni používat do zeleninových salátů nebo jíst jako melouny, pak vysychají a tvrdnou. Listy se suší a v době nedostatku vaří.
Později dužina vyschne, slupka zdřevnatí a mohou se používat jako přirozené nádoby (kalabasy). Slouží ke skladování potravin, jako láhve na vodou, misky, naběračky, troubele k dýmkám a také se z nich dělají hudební nástroje (trubky, rohy, chřestící, bicí nebo drnkací sitár) a různé rukodělné ozdobné předměty. Někdy se plody během růstu podle potřeby speciálně tvarují, např. aby měly rovné dno, nebo pro vznik co největší nádoby se ponechá na rostlině jen jeden plod a pod. Semena po usušení obsahují až 45 % oleje, který se po vylisování používá v kuchyni.

## Galerie

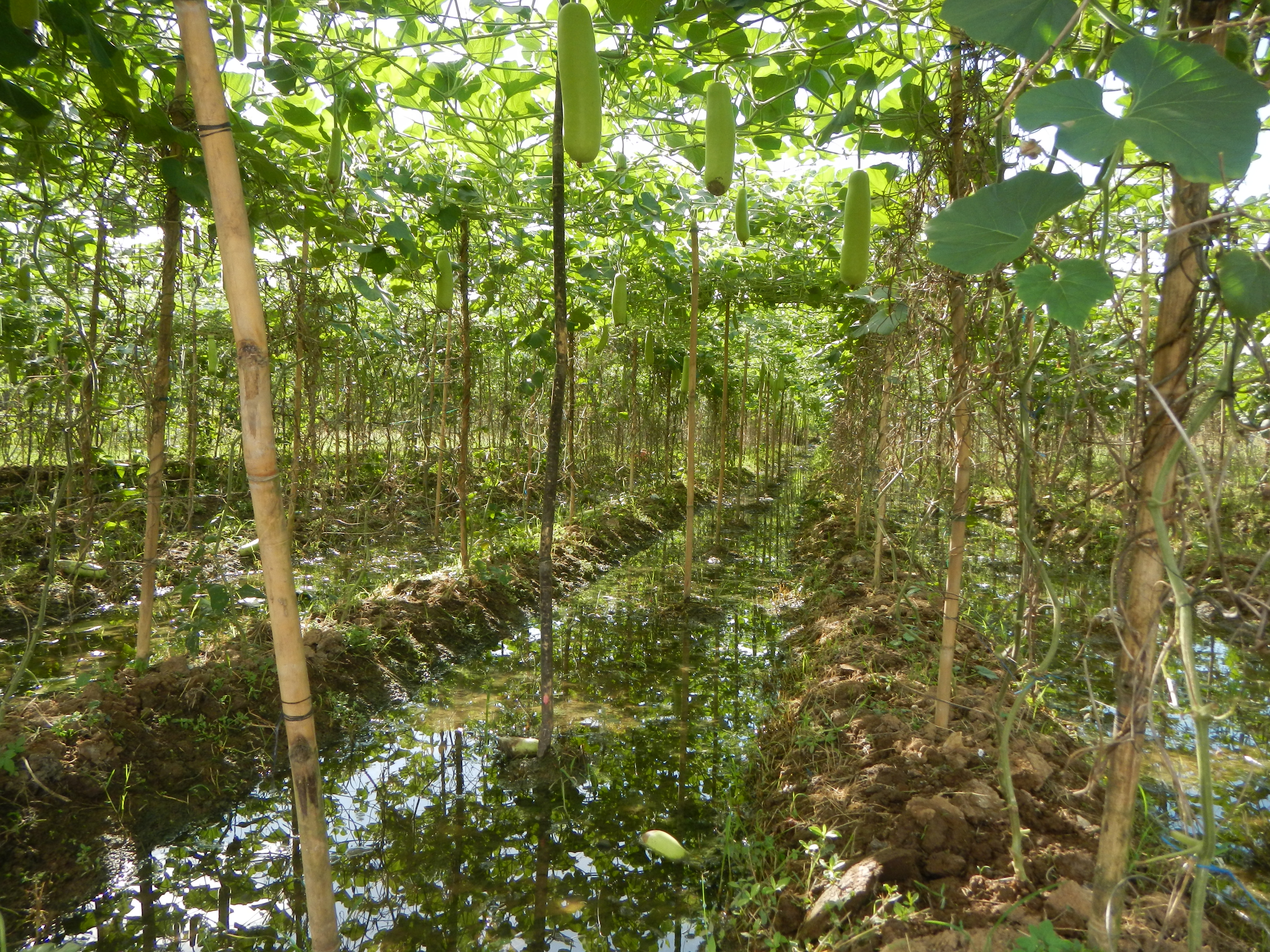
Plantáž na Filipínách
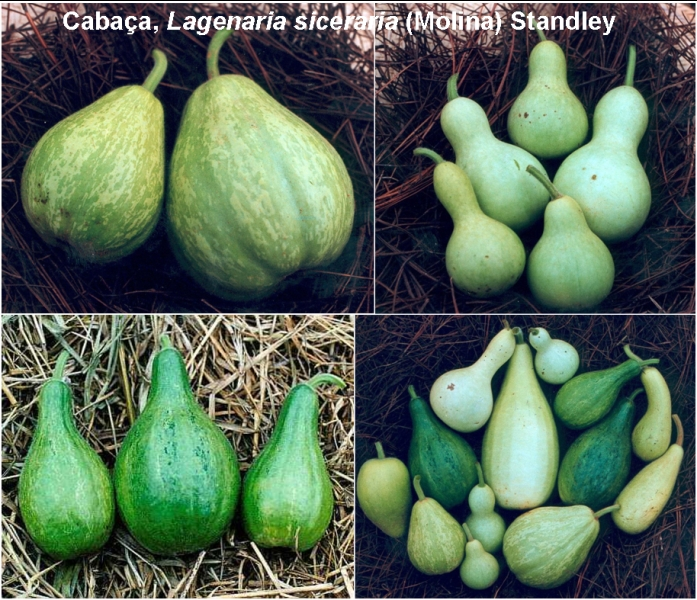
Různé tvary plodů
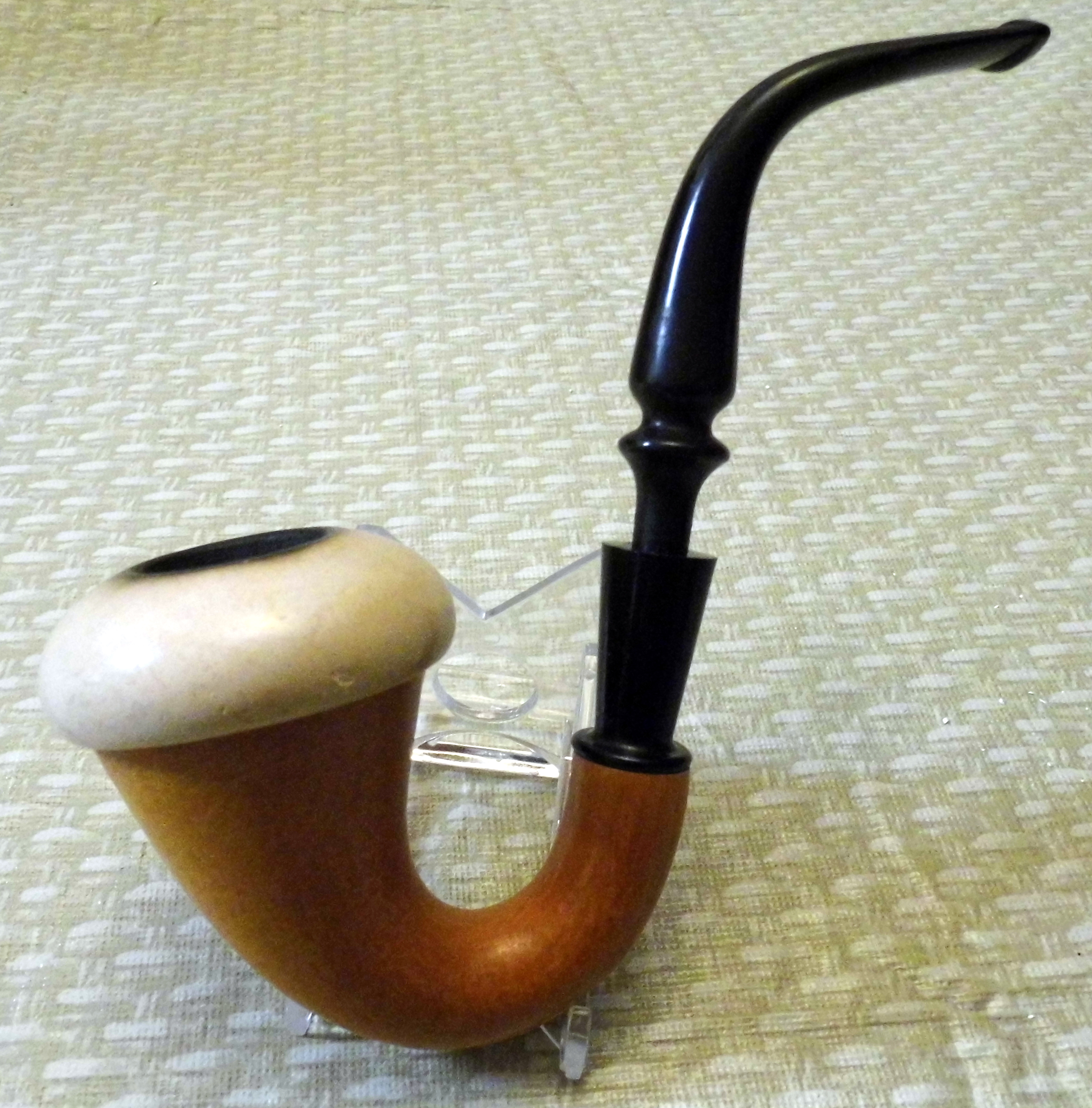
Výrobek
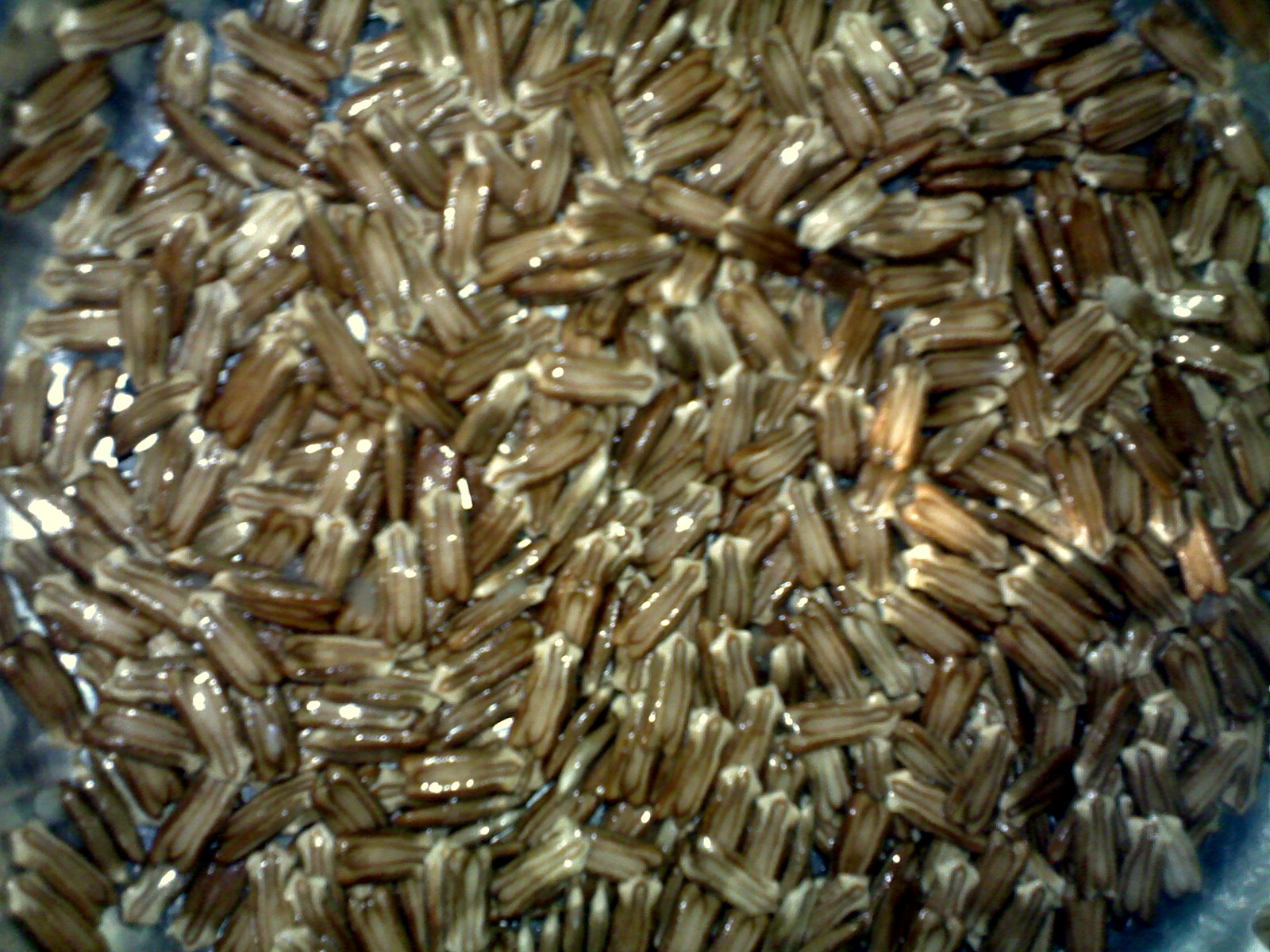
Semena